# 北海道東照宮
北海道東照宮（ほっかいどうとうしょうぐう）は、北海道函館市陣川町にある神社。別名は函館東照宮。東照大権現（徳川家康）を祀る東照宮の一社である。旧県社。

## 沿革
1864年（元治元年）、江戸幕府が五稜郭を建設するに伴い、様似にある等澍院に祀られていた東照大権現を五稜郭の鬼門にあたる上山村（かみやまむら、現在は神山稲荷神社が建つ）に遷座する形で創建された。この際、上山は神山と改名された。例大祭が盛大に行われるなど、同社は「蝦夷日光」と呼ばれて信仰を集めた。
箱館戦争では、旧幕府軍は五稜郭北方の防御拠点として四稜郭のほか、東照宮に陣地（権現台場）を急造し、明治2年5月11日（1869年6月20日）の箱館総攻撃で権現台場も戦場となり、社殿が焼失した。
その後、1874年（明治7年）6月に谷地頭に仮社殿を建てた後、1878年（明治11年）12月に南新町（現在、元町配水場がある場所）へ、さらに1879年（明治12年）4月には亀若町（現在の宝来町）へと、函館市内を転々とした。1934年（昭和9年）3月の函館大火では類焼したが同年9月に再建された。社格は1874年には村社であったが、1915年（大正3年）に郷社、1923年（大正11年）に県社へ昇格した。
1992年（平成4年）に現在地へ移転。
創建時の遺構として、当時の箱館奉行・小出秀実が奉納した御影石の手水鉢が残る。